# تپه سفید دامغان
تپه سفید دامغان در شهرستان دامغان، بخش مرکزی، روستای برم واقع شده و این اثر در تاریخ ۲۵ اسفند ۱۳۷۹ با شمارهٔ ثبت ۳۵۳۸ به‌عنوان یکی از آثار ملی ایران به ثبت رسیده است.